# 藍天空劇團
藍天空劇團（英語：Bluesky Theatre）為台灣兒童劇團，由團長蔡佩瑾與藝術總監錢康明等人於1997年5月成立於台中。創始團員畢業於國立藝術學院、中國文化大學影劇系及朝陽科技大學傳播藝術系。為臺中第一個戲劇科班生組成的現代劇團。

## 演出型式
藍天空劇團作品涵蓋兒童音樂劇、故事劇，長於改編經典童話、民間故事。創團初期以承接台中縣市兒童劇企劃、演出為主。
2002年與作曲家林仁杰合作製作由經典童話改編的兒童音樂劇《小美人魚》，後續又合作了《魔法玻璃鞋》、《童話家家酒》等作品。
2018年承接台中世界花卉博覽會定目劇《山櫻花之環》，由藝術總監錢康明編劇導演，許勝欽編曲，謝玉郎音樂設計，並且由台灣青年舞團長洪淑玲擔任藝術總監，朱宗慶打擊樂團朱宗慶總監、如果兒童劇團趙自強團長擔任音樂和戲劇顧問，劉培能教授擔任製作顧問。由台灣青年舞團、藍天空劇團、青年高中舞蹈科和青年高中電影電視科等表演團體、學校藝術科聯合演出。
劇團除了兒童劇之外，亦跨足青少年音樂劇，2012年與青年高中影視科合作《青春調色盤》青少年歌舞劇。2021年再次合作製作《青春調色盤2-青春練習生》。
另外在成人劇方面，2019年，與台灣青年舞團合作《三分之一狂想》都會喜劇於臺中國家歌劇院演出。

## 外部連結
- 藍天空劇團官方網站 （页面存档备份，存于）
- 藍天空劇團的Facebook專頁
- YouTube上的藍天空劇團頻道
- 藍天空劇團的Instagram帳戶